# Dysphania turbatrix
Dysphania turbatrix är en fjärilsart som beskrevs av Louis Beethoven Prout 1920. Dysphania turbatrix ingår i släktet Dysphania och familjen mätare. Inga underarter finns listade i Catalogue of Life.